# Паротяги Буковинської локальної залізниці
Паровози Буковинської локальної залізниці закуповувались впродовж 1886—1894 роках на локомотивобудівних підприємствах Австро-Угорської імперії.

## Історія
Буковинська локальна залізниця (BLB) складалась з декількох дільниць, що формувались з 1886 до 1908 років, а закупівля паровозів здійснювалась до 1913 року перевжно у Krauss з Лінца (крім 5). Паровози мали власні імена і номери. Перебуваючи з 1 липня 1889 під управління Ц.к. австрійської державної залізниці (нім. k.k. österreichische Staatsbahnen), вони отримали відповідне позначення з серії, номера. Після війни паровози перейшли у більшості до Румунської державної залізниці (CFR), декілька до Польської державної залізниці (PKP) і один до чехословацької (ČSD).

## Паровози Паротяги Буковинської локальної залізниці
|    |             |                       |                                                               |                                   |                                          |                  |  |
| №  | BLB*        | Роки експлуатації     | Кількість                                                     | Завод-виробник                    | kkStB**                                  | Після 1918***    |  |
| 1  | BLB 015     | 1886/99 — 1936        | 5 («PINO»…                                                    | Krauss. Лінц                      | kkStB 94.31-36                           | PKP TKh18-1; CFR |  |
| 2  | BLB 012—014 | 1884 — 1902           | 3 («ALESANI I»…)                                              | Krauss.Лінц                       | kkStB 8331-8333                          |                  |  |
| 3  | BLB 020—021 | 1887 — 1908           | 2 («GIUMALEU», «RAREU»                                        | Sigl/Wien                         | kkStB 4029-4030                          |                  |  |
| 4  | BLB         | 1897 — 1951           | 1 « GOËSS»                                                    | Krauss.Лінц                       | kkStB 64.01                              | ČSD 313.701      |  |
| 5  | BLB         | 1906 — 1936           | 1 «KONRAD HOHENLOHE»                                          | Krauss.Лінц                       | kkStB 164.01                             | CFR              |  |
| 6  | BLB         | 1907 — 1936/37        | 3 («KOCHANOWSKI», «DERSCHATTA», «BLEYLEBEN»)                  | Lokomotivfabrik der StEG          | kkStB 264.01-03                          | CFR              |  |
| 7  | BLB         | 1908/13 — 1936        | 4 («STRONER», «VIKTOR STYRCEA», «FORSTER», «GRAF VON MERAN»,) | Krauss.Лінц                       | kkStB 364.01-04                          | CFR              |  |
| 8  | BLB         | 1910/13 — 1936/37     | 3 («PFLAUM», "AUFFENBERG ")                                   | Krauss.Лінц                       | kkStB 464.01-03                          | 2 CFR, PKP       |  |
| 9  | BLB Cv 1-4  | 1908/12 — 1960-і роки | 3 («JANOSZ», «GRIGORCEA»)                                     | Krauss.Лінц                       | kkStB Cv                                 | PKP D8-811 -812  |  |
| 10 | KkStB 97    | 1896/99 — 1937/40     | 13 (№ 19702/03, 19718-725, 19754)                             | Wien. Neust. Lfabr. • Krauss.Лінц | kkStB 97.92/93, .103/104, .118-125, .157 | CFR              |  |
| 11 |             |                       |                                                               |                                   |                                          |                  |  |
| 12 |             |                       |                                                               |                                   |                                          |                  |  |